# Cantonul Roquestéron
Cantonul Roquestéron este un canton din arondismentul Nice, departamentul Alpes-Maritimes, regiunea Provence-Alpes-Côte d'Azur, Franța.

## Comune
- Bonson
- Cuébris
- Gilette
- Pierrefeu
- Revest-les-Roches
- Roquesteron (reședință)
- Sigale
- Toudon
- Tourette-du-Château